# Donald Haines
Donald Haines, né le 9 mai 1919 à Seward et mort le 20 février 1943 en Afrique du Nord (à seulement 23 ans), est un enfant acteur américain connu pour avoir joué dans la série Les Petites Canailles aux côtés de Norman « Chubby » Chaney, Jackie Cooper, Matthew « Stymie » Beard, Allen « Farina » Hoskins, Bobby « Wheezer » Hutchins et Dorothy DeBorba. 

## Biographie
Haines est apparu dans Les Petites Canailles en 1930 à l'âge de 11 ans dans les épisodes avec Miss Crabtree (June Marlowe) et Spanky (George McFarland). Il a aussi joué, avec un autre membre des Petites Canailles Jackie Cooper, dans le film Skippy. 
Le premier court-métrage dans lequel est apparu Haines est Shivering Shakespeare. Donald Haines a aussi joué dans The First Seven Years toujours avec Jackie Cooper, après en 1931, Paramount lui propose de jouer dans le film Skippy parce qu'il cherchait un acteur blond châtain pour jouer Harley Nubbins. Après ce film il rejoint de nouveau les Hal Roach Studios et Les Petites Canailles, puis joue dans Bargain Day le rôle de Speck. Sa dernière apparition est dans le court-métrage Fish Hooky, à l'âge de 15 ans.
Il continue de travailler pour les Hal Roach Studios jusqu'en 1940, avec de nombreuses apparitions, notamment dans les East Side Kids et A Tale of Two Cities.

## Décès
Durant la Seconde Guerre mondiale, Donald Haines s'enrôle dans l'aviation. Il trouve la mort durant une bataille aérienne le 20 février 1943, en Afrique du Nord, alors qu'il était premier-lieutenant. Il est enterré au Inglewood Park Cemetery, à Los Angeles.

## Filmographie
- 1931 : Skippy de Norman Taurog
- 1932 : Amitié (When a Fellow Needs a Friend), de Harry A. Pollard : Fatty Bullen
- 1934 : No Greater Glory de Frank Borzage
- 1934 : Manhattan Melodrama de W.S. Van Dyke
- 1934 : Little Man What Now ? de Frank Borzage
- 1934 : Les Nuits de New York (Now I'll Tell) d'Edwin J. Burke
- 1934 : I'll Fix It de Roy William Neill
- 1940 : Seventeen de Louis King
- 1941 : Spooks Run Wild de Phil Rosen